# 小米哈伊利夫卡 (梅利托波爾區)
46°53′59″N 34°51′16″E / 46.89972°N 34.85444°E
小米哈伊利夫卡（烏克蘭語：Мала Михайлівка)，1962-2016年舊名比洛里齊凱 (烏克蘭語：Білоріцьке)，是位於烏克蘭東南部的村莊，由扎波羅熱州梅利托波爾區的韋塞萊市鎮負責管轄。該村處於大烏特柳克河右岸，距離奧澤爾涅3公里，始建於1879年，面積0.94平方公里，海拔高度64米，2001年人口567。